# Pablo González Bernardo
Pablo González Bernardo (Oviedo, 1975) és un director d'orquestra espanyol. Fou el director titular de l'Orquestra Simfònica de Barcelona i Nacional de Catalunya des del 2010 al 2015.
Pablo González va estudiar a la Guildhall School of Music and Drama de Londres, i va ser director Associat de la London Symphony Orchestra i de la Bournemouth Symphony Orchestra. En l'àmbit mundial és un artista d'International Classical Artists i de Musiespaña per a concerts a Espanya.

## Guardons
- Guanyador del concurs de direcció coral Laszlo Heltay en 1997.[5]
- Primer premi en el Donatella Flick Competition l'any 2000.[5][9][10]
- Primer premi en el 8e Premi Internacional de Direcció de Cadaqués l'any 2006[5][11][12]

## Carrera artística
Ha dirigit orquestres com la Royal Liverpool Philharmonic Orchestra, Tonkünstler Orchestra, Warsaw Philharmonic Orchestra, Orquestra Nacional Du Capitol de Toulouse, Orchestre de Chambre de Lausanne, Sinfonieorchester Basel, Orchestre Philharmonique d'Estrasburg, Winterthur Musikkolegium, London Symphony Orchestra i Deutsche Radio Philharmonie Saarbrücken-Kaiserslauten, etc., a més de la majoria de les orquestres espanyoles més imp
En el terreny operístic Pablo González ha dirigit Carmen a Donostia i Don Giovanni amb l'Orquesta Sinfónica del Principado de Asturias en l'Òpera d'Oviedo. Al Liceu de Barcelona i amb l'OBC ha dirigit Daphne (2011) de Richard Strauss, La flauta màgica (2012) de Mozart, i Rienzi (2013) de Richard Wagner.
Ha col·laborat amb solistes de l'escena internacional, Anne-Sophie Mutter, Maxim Vengerov, Truls Mork, Renaud Capuçon, Viviane Hagner, Alban Gerhardt, Violetta Urmana, Christopher Maltman i Ewa Podles.

## Discografia
- Robert Schumann: Complete works for violin and orchestra Lena Neudauer, violí / Orquestra Filharmònica de La Ràdio Alemanya de Saarbrücken i Kaiserslautern. Dir.: Pablo González. Segell: HÄNSSLER CLASSIC[27]